# Верх-Яйва
Верх-Яйва — село в Пермском крае России. Входит в Александровский муниципальный округ. 

## География
Расположено на берегу реки Яйва, в 35 км к северу от районного центра Александровска.

## Население
Население по переписи 2010 года — 11 человек.

## История
С 2004 до 2019 гг. входило в Скопкортненское сельское поселение Александровского муниципального района. В рамках административно-территориального деления входило в Каменский сельсовет.